# Thomas Massamba
Thomas Kalmeba-Massamba (Kinshasa, 28 maart 1985) is een Congolees-Zweeds voormalig basketballer.

## Carrière
Massamba speelde van 2003 tot 2010 voor clubs in Zweden, namelijk Södertälje Kings, Solna Vikings en 08 Stockholm HR. In 2010 ging hij spelen voor het Cypriotische ETHA Engomis waar hij twee seizoenen speelde en twee keer landskampioen mee werd. In 2012 ging hij spelen voor het Bulgaarse PBK Akademik en werd ook met hen landskampioen. Hetzelfde herhaalde hij een seizoen later in de Tsjechische competitie met Basketball Nymburk. In 2014 keerde hij terug naar Cyprus en speelde achtereenvolgend voor ETHA Engomis en GSS Keravnos Nicosia. Hierna speelde hij nog vanaf maart 2016 voor KB Prishtina uit Kosovo tot het einde van het seizoen 2015/16.
Hij keerde hierna terug naar Zweden en ging opnieuw spelen voor Södertälje Kings. Hij startte het seizoen bij het Poolse MKS Dąbrowa Górnicza en ging daarna in november 2017 spelen voor het Zwitserse Lions de Genève. Van 2018 tot 2019 speelde hij voor het Zweedse BC Luleå en daarna voor Jämtland Basket. In 2020 tekende hij bij de Belgische eersteklasser Phoenix Brussels waar hij een seizoen speelde. Hij eindigde zijn carrière bij het IJslandse Tindastóll.

## Privéleven
Zijn broers Darly Massamba en Brice Massamba en zijn zus Tanya Massamba waren allen ook basketballers.

## Erelijst
- Zweeds landskampioen: 2005
- Cypriotisch landskampioen: 2011, 2012
- Cypriotisch bekerwinnaar: 2011, 2015
- Bulgaars landskampioen: 2013
- Bulgaars bekerwinnaar: 2013
- Tsjechisch landskampioen: 2014
- Tsjechisch bekerwinnaar: 2014
- Kosovaars bekerwinnaar: 2016